# Nagytevel
Nagytevel è un comune dell'Ungheria di 544 abitanti (dati 2001). È situato nella contea di Veszprém.